# پل سالار
پل سالار مربوط به اواخر دوره قاجار است و در شهرستان رشتخوار، بین روستاهای سنگان و ملک‌آباد واقع شده و این اثر در تاریخ ۲۴ فروردین ۱۳۸۲ با شمارهٔ ثبت ۸۲۵۸ به‌عنوان یکی از آثار ملی ایران به ثبت رسیده است.